# Laura van der Winkel
Laura van der Winkel (Best, 15 november 2001) is een Nederlandse boogschutster. Zij vormde met Gabriela Schloesser en Quinty Roeffen het Nederlands vrouwenteam dat de zilveren medaille behaalde op de Europese kampioenschappen boogschieten 2024 en vormde samen met Steve Wijler het gemengde team dat brons behaalde op hetzelfde kampioenschap. Van der Winkel kwam uit voor Nederland op de Olympische zomerspelen van 2024.

## Biografie
Van der Winkel studeert Biologie en Medisch Laboratoriumonderzoek aan de HAN University of Applied Sciences.

## Carrière
Van der Winkel trainde wekelijks op het Regionale Training Centrum Eindhoven van de Koninklijke HandboogSport Nederland. In 2017 won ze het Kings of Archery toernooi. Vervolgens  werd ze in 2018 op 16-jarige leeftijd Nederlands seniorenkampioen.
In 2024 maakte Van der Winkel deel uit van het Nederlandse damesteam dat tweede werd op het Europese kampioenschap en de vierde plaats behaalde op de Olympische Spelen van Parijs.

## Erelijst

### Nederlandse Kampioenschappen
- 2018: ´s Hertogenbosch (individueel)

### Europese Spelen
- 2024:  Essen (gemengd)
- 2024:  Essen (team)

### Wereldbeker
- 2022: Antalya (individueel)